# Campionati asiatici di badminton a squadre 2018
I Campionati asiatici di badminton a squadre 2018 si sono svolti a Alor Setar, in Malaysia. È stata la 2ª edizione del torneo, organizzato dalla Badminton Asia.

## Podi
| Evento           | Oro       | Argento | Bronzo                  |
| Torneo maschile  | Indonesia | Cina    | Corea del Sud Malaysia  |
| Torneo femminile | Giappone  | Cina    | Corea del Sud Indonesia |